# Phil Murphy
Philip Dunton Murphy (Needham, Massachusetts, 16 de agosto de 1957) es un financiero, diplomático y político estadounidense que actualmente se desempeña como el 56 ° gobernador de Nueva Jersey. Murphy, un demócrata, derrotó al entonces vicegobernador Kim Guadagno en las elecciones para gobernador de 2017.
Murphy fue el embajador de los Estados Unidos en Alemania de 2009 a 2013, tiempo durante el cual se ocupó de las consecuencias de la fuga de cables diplomáticos de los Estados Unidos. Se desempeñó como presidente de finanzas del Comité Nacional Demócrata a mediados y finales de la década de 2000 bajo Howard Dean.